# الحميدي بن فيصل الدويش
الحميدي بن فيصل بن وطبان بن محمد الدويش شيخ قبيلة مطير. قاد قبائل مطير في معركة الطبعة الشهيرة وحصلت في عهده خلافات بين أبناء القبيلة أدت إلى حرب أهلية لمدة تسعة سنوات وانتهت في سنة 1274 هـ صلحاً قام به إبنه ماجد بن الحميدي الدويش الذي خلفة في مشيخة مطير .